# Listă de romane fantastice (A–H)
Aceasta este o listă de romane și serii de romane fantastice în ordine alfabetică de la A la H. Pentru o listă de romane fantastice de la I la R vezi Listă de romane fantastice (I–R), pentru o listă de romane fantastice de la S la Z vezi Listă de romane fantastice (S–Z).
Cuprins: Început - 0–9 A B C D E F G H I J K L M N O P Q R S T U V W X Y Z

## A
- Abhorsen Trilogy de Garth Nix
- Acacia: The War With The Mein de David Anthony Durham
- Seria Aegypt de John Crowley
- Aladore de Henry Newbolt
- Alice in Wonderland (Alice în Țara Minunilor, Alice în Țara Oglinzilor) de Lewis Carroll
- Alphabet of Thorn de Patricia McKillip
- Seria The Tales of Alvin Maker de Orson Scott Card
- The Amazing Adventures of Kavalier & Clay  de Michael Chabon
- Seria  Amber (Cronicile Amberului) de Roger Zelazny
- American Gods (Zei americani) de Neil Gaiman
- Among Others de Jo Walton
- The Anubis Gates de Tim Powers
- Seria Apprentice Adept de Piers Anthony
- Arafel de C. J. Cherryh
- The Artefacts of Power de Maggie Furey
- Artemis Fowl serie de cărți de Eoin Colfer.
- At Swim-Two-Birds de Flann O'Brien
- At the Back of the North Wind de George MacDonald

## B
- The Bards of Bone Plain de Patricia A. McKillip
- Seria Barsoom de Edgar Rice Burroughs -Prințesa marțiană, The Gods of Mars, The Warlord of Mars, Thuvia, Maid of Mars, The Chessmen of Mars, The Master Mind of Mars, A Fighting Man of Mars, Swords of Mars, Synthetic Men of Mars, Llana of Gathol,  John Carter of Mars
- The Bartimaeus Trilogy de Jonathan Stroud
- Bas-Lag de China Miéville
- The Battle of Apocalypse de Eduardo Spohr
- Beauty de Robin McKinley
- Beauty de Sheri S. Tepper
- Beautiful Darkness roman) de Kami Garcia și Margaret Stohl
- Beautiful Creatures (carte) de Kami Garcia și Margaret Stohl
- Seria The Belgariad de David Eddings
- The Bell at Sealey Head de Patricia A. McKillip
- Beyond the Golden Stair de Hannes Bok
- Beyonders: A World Without Heroes de Brandon Mull
- Beyond the Spiderwick Chronicles de Holly Black
- The BFG (Marele Uriaș Prietenos) de Roald Dahl
- Trilogia The Bitterbynde de Cecilia Dart-Thornton
- Black Blossom de Boban Knežević
- Saga The Black Company de Glen Cook
- Trilogia The Black Jewels de Anne Bishop
- Seria The Black Magician de Trudi Canavan
- The Black Swan de Mercedes Lackey
- The Black Tides of Heaven de JY Yang
- Bloodring de Faith Hunter
- Blood Song de Anthony Ryan[3]
- The Blue Star de Fletcher Pratt
- The Blue Sword de Robin McKinley
- Seria Boggart de Susan Cooper
- Bone Dance de Emma Bull
- The Book of Atrix Wolfe de Patricia McKillip
- Book of Enchantments de Patricia C. Wrede
- Seria  The Book of the New Sun de Gene Wolfe
- The cărți of Abarat de Clive Barker
- Brak the Barbarian de John Jakes
- Brown Girl in the Ring de Nalo Hopkinson
- Bloodlines de Richelle Mead

## C
- Captain Slaughterboard Drops Anchor de Mervyn Peake
- Cats Have No Lord de Will Shetterly
- The Changeling Sea de Patricia A. McKillip
- Charlie and the Chocolate Factory de Roald Dahl
- Seria Charlie Bone de Jenny Nimmo
- The Chathrand Voyage Quartet de Robert V.S. Redick
  - Seria Children of the Lamp de P.B. Kerr
- Chimera de John Barth
- Seria Chrestomanci de Diana Wynne Jones
- Seria Cronicile orașelor flămânde (Mortal Engines Quartet sau Hungry City Chronicles) de Philip Reeve; cuprinde Mașinării infernale (1995), Predator's Gold (2003), Infernal Devices (2005) și A Darkling Plain (2006).
- Chronicles of an Age of Darkness de Hugh Cook
- Chronicles of Ancient Darkness de Michelle Paver
- Seria Chronicles of Brothers de Wendy Alec
- The Chronicles of Narnia de C.S. Lewis
- The Chronicles of Prydain de Lloyd Alexander
- Chronicles of The Raven de James Barclay
- Seria The Chronicles of Thomas Covenant de Stephen R. Donaldson
- The Circus of Dr. Lao de Charles G. Finney
- City of Bones de Martha Wells
- The City of Brass roman) de S. A. Chakraborty
- The Claidi Journals de Tanith Lee
- Coldfire Trilogy de Celia S. Friedman
- Cold Tom de Sally Prue
- Seria Conan de Robert E. Howard și alții
- Coraline de Neil Gaiman
- The Cottingley Secret de Hazel Gaynor
- The Court of the Air de Stephen Hunt
- The Crock of Gold de James Stephens
- The Cygnet and the Firebird de Patricia A. McKillip

## D
- Seria The Dagger and the Coin de Daniel Abraham
- Dalemark Quartet de Diana Wynne Jones
- The Dalkey Archive de Flann O'Brien
- Seria Damiano de R. A. MacAvoy
- Trilogia The Dark Artifices de Cassandra Clare
- The Dark Is Rising de Susan Cooper
- Seria  The Dark Tower (Turnul întunecat) de Stephen King
- Darksword de Margaret Weis și Tracy Hickman
- Seria Daughter of the Lioness de Tamora Pierce
- The Death Gate Cycle  (cu sensul de Ciclul Poarta Morții) de Margaret Weis și Tracy Hickman - Dragon Wing, Elven Star, Fire Sea, Serpent Mage, The Hand of Chaos, Into the Labyrinth, The Seventh Gate
- The Death of the Necromancer de Martha Wells
- Seria Deltora de Emily Rodda
- The Deptford Mice de Robin Jarvis
- Deryni novels de Katherine Kurtz
- Descent into Hell de Charles Williams
- Seria Dirk Gently de Douglas Adams
- Seria Discworld de Terry Pratchett
- The Divine Cities de Robert Jackson Bennett
- The Door in the Hedge de Robin McKinley
- The Door Within Trilogy de Wayne Thomas Batson
- Dorothea Dreams de Suzy McKee Charnas
- The Dragon House de Darrell Schweitzer
- Trilogie Dragoncharm de Graham Edwards
- The Dragon's Familiar de Lawrence Jeffrey Cohen
- Trilogia Dragonlance Chronicles de Margaret Weis și Tracy Hickman
- Dragon Raja de Lee Yeongdo
- Dragon Rider de Cornelia Funke
- The Dragonbone Chair de Tad Williams
- The Dragonology Chronicles: The Dragon's Eye de Dugald Steer
- Seria Dragonriders of Pern de Anne McCaffrey
- Dragonsbane de Barbara Hambly
- Trilogia Dragonvarld de Margaret Weis
- The Dreamwalker's Child de Steve Voake
- The Drawing of the Dark de Tim Powers
- Seria The Dresden Files de Jim Butcher
- Seria Drizzt Do'Urden de R. A. Salvatore
- Seria Durand Col de David Keck. Seria nu are un nume oficial.  
  - Seria  The Dying Earth de Jack Vance

## E
- Seria  Earthsea de Ursula K. Le Guin
- The Edge Chronicles de Paul Stewart și Chris Riddell
- Elantris de Brandon Sanderson
- Seria  Elenium de David Eddings
- Elric of Melnibone de Michael Moorcock
- Ella Enchanted de Gail Carson Levine
- The Empire Trilogy de Raymond E. Feist și Janny Wurts
- The Enchanted Castle de E. Nesbit
- Seria Enchanted Forest de Patricia C. Wrede
- Eon: Dragoneye Reborn de Alison Goodman
- Eragon de Christopher Paolini
- Eldest de Christopher Paolini
- Excalibur de Sanders Anne Laubenthal
- Expecting Someone Taller de Tom Holt
- The Eyes of the Dragon de Stephen King

## F
- Seria Fablehaven de Brandon Mull
- The Face in the Frost de John Bellairs
- The Faerie Wars Chronicles de Herbie Brennan
- Seria Fafhrd and the Gray Mouser de Fritz Leiber
- Fantastic Beasts and Where to Find Them de J.K. Rowling
- Farsala trilogy de Hilari Bell
- The Farseer Trilogy de Robin Hobb
- The Fates of the Princes of Dyfed de Kenneth Morris
- Fearsome Creatures of the Lumberwoods de William T. Cox
- A Fine and Private Place de Peter S. Beagle
- The Fionavar Tapestry de Guy Gavriel Kay
- Seria Fisher King de Tim Powers
- Fledgling de Octavia Butler
- Flesh and Fire de Laura Anne Gilman
- Flying Dutch de Tom Holt
- The Fool on the Hill de Matt Ruff
- The Forgotten Beasts of Eld de Patricia McKillip
- Seria Fortress de C. J. Cherryh
- Fourth Mansions de R. A. Lafferty

## G
- Seria Garrett de Glen Cook
- Seria Gezeitenwelt de Magus Magellan
- The Ghost and The Goth de Stacey Kade
- Ghost Blows Out the Light de Zhang Muye
- Ghostwritten de David Mitchell
- Giant of World's End de Lin Carter
- The Girl in a Swing de Richard Adams
- Gloriana, or The Unfulfill'd Queen de Michael Moorcock
- The Goblin Emperor de Katherine Addison
- Gods of Jade and Shadow de Silvia Moreno-Garcia
- Gods upon a time de Dai Idris și Martin Newman
- Seria Gormenghast de Mervyn Peake
- Graceling de Kristin Cashore
- The Great God Pan de Arthur Machen
- The Green Child  de Herbert Read
- The Green Round de Arthur Machen
- Green Rider de Kristen Britain
- Grendel  de John Gardner

## H
- The Hagwood cărți de Robin Jarvis
- Ciclul Hainish de Ursula K. Le Guin: Deposedații, Lumii îi spuneau pădure, Lumea lui Rocannon, Planet of Exile, City of Illusions, Mâna stângă a întunericului, Four Ways to Forgiveness, The Telling
- The Halfblood Chronicles de Mercedes Lackey și Andre Norton
- Haroun and the Sea of Stories de Salman Rushdie
- Seria  Harry Potter de J. K. Rowling
- Hart's Hope de Orson Scott Card
- The Haunted Woman de David Lindsay
- The Haunting of Hill House (Casa bântuită) de Shirley Jackson
- The Heart of What Was Lost de Tad Williams
- The Heavenly Fox de Richard Parks
- Here Comes the Sun de Tom Holt
- Hereafter, and After de Richard Parks
- Heroes of the Valley de Jonathan Stroud
- The Heroes of Olympus de Rick Riordan
- The Hill of Dreams  de Arthur Machen
- Seria His Dark Materials  (Materiile întunecate) de Philip Pullman
- History of The Vollplaen de Daniel Johnson
- Seria The Hobbit (Hobbitul) de J. R. R. Tolkien
- The Hounds of the Morrigan de Pat O'Shea
- The House on the Borderland de William Hope Hodgson
- House of Night de P.C. Cast
- The House on Parchment Street de Patricia A. McKillip
- The House with a Clock in Its Walls de John Bellairs
- Howl's Moving Castle de Diana Wynne Jones
- The Hundred Thousand Kingdoms (Cele o sută de mii de regate) de N. K. Jemisin
- Hush, Hush de Becca Fitzpatrick